# The 8 Show
The 8 Show är en sydkoreansk dramaserie som hade premiär på strömningstjänsten Netflix den 17 maj 2024.

## Handling
Serien kretsar kring en grupp på åtta personer som blivit instängda i en mystisk åttavåningsbyggnad. Där deltar de i ett farligt tävlingsprogram där de tjänar mer pengar ju längre tiden går.

## Rollista (i urval)
- Ryu Jun-yeol
- Chun Woo-hee
- Park Jeong-min